# أوكتاي ماهموتي
أوكتاي ماهموتي (بالتركية: Oktay Mahmuti)‏ مواليد 6 مارس 1968 في سكوبيه، جمهورية يوغوسلافيا الاشتراكية الاتحادية، هو مدرب كرة سلة مقدوني ولاعب معتزل.

## المسيرة الاحترافية
لعب مع نادي أنادولو إفيس لكرة السلة من سنة 1992 إلى 2001، ثم لعب مع نادي أنادولو إفيس لكرة السلة من سنة 2001 إلى 2007، ثم لعب مع تريفيزو لكرة السلة في الدوري الإيطالي من سنة 2007 إلى 2009، ثم لعب مع غلطة سراي لكرة السلة في الدوري التركي من سنة 2010 إلى 2012، ثم لعب مع نادي أنادولو إفيس لكرة السلة في موسم 2012–2013، ثم لعب مع نادي داروشافاكا لكرة السلة من سنة 2014 إلى 2016.

## الإنجازات
- الدوري التركي لكرة السلة الفوز (4): 2001-02، 2002–03، 2003–04، 2004–05
- كأس تركيا لكرة السلة الفوز (4): 2001، 2002، 2006، 2007
- كأس تركيا لكرة السلة الوصافة (1): 2004
- كأس رئيس تركيا لكرة السلة الفوز (1): 2006
- الدوري الأوروبي لكرة السلة ربع النهائي (3): 2004–05,2005–06,2012–13